# ハリエステス
ハリエステス（Haliestes）は、約4億3,000万年前のシルル紀に生息した化石ウミグモ類の一属。脚に鉤爪と数多くの毛をもつ、イギリスのヘレフォードシャー保存堆積地で見つかった Haliestes dasos という1種のみによって知られている。

## 名称
学名「Haliestes」と模式種（タイプ種）の種小名「dasos」はいずれもギリシャ語の語由来で、前者は「halios（海）」と「chrestes（占い師）」、後者は「dasys（毛深い）」と「rump（尻）」の合成語である。

## 化石

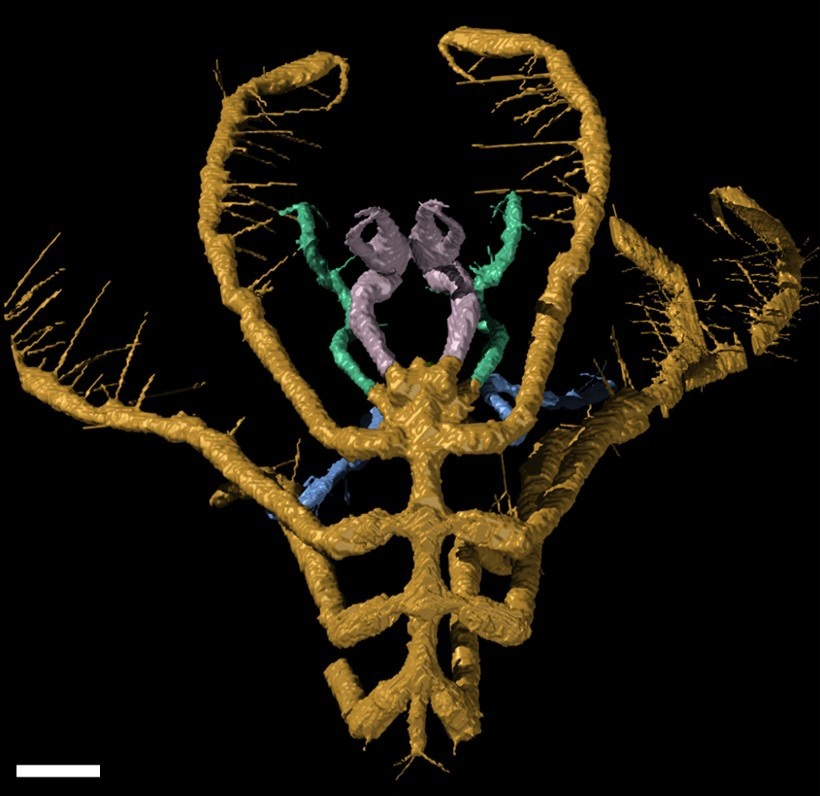
ハリエステスの化石標本（3D復元）

ハリエステスの化石標本は、シルル紀の堆積累層に当たるイギリスの化石産地「ヘレフォードシャー保存堆積地」（Herefordshire Konservat-Lagerstätte、ヘレフォードシャー・コンサーヴァト・ラーガーシュテット）のみから発見される。この化石産地からは、火山灰由来のベントナイトに覆われる方解石の中で良好に保存された小動物の化石が少なからぬ発見される。これらの化石は通常の処理方法では解析不可能であり、20µm（=0.02mm）ずつ切除してはその断面を撮影し、それによって得られた100枚以上の写真を積み重ねて中身の古生物の姿を3Dモデリングで復元される。ハリエステスはその一例であり、3つのほぼ完全な化石標本によって知られている。

## 形態
付属肢（関節肢）は全て発達しており、タイプ標本で体長3.5mm程度、大型の標本（OUMNH PAL-C.29661）でも体長5.7mm程度の小型ウミグモである。

### 頭部と胴部
頭部（cephalon）は五角形に近く、眼丘・鋏肢・吻・触肢・担卵肢・第1脚を付属している。眼丘（ocular tubercle）は頭部の正面にあるが、眼の有無は不明。円筒状の吻（proboscis）は頭部の腹側から体長より少し短いほど長く伸ばし、途中はややくびれ、現生ウミグモ類のような三放射構造が見られる。眼丘と吻の間に正体不明な隆起をもつ。胴部（trunk）は分岐した軸のように細くなり、第2-4脚を備わる。

### 付属肢
ウミグモの基本的な付属肢である鋏肢・触肢・担卵肢各1対、および4対の脚を全て有し、いずれも機能的な形に発達した。
鋏肢（chelifores, 原記載では鋏角 chelicerae）は眼丘の左右から突出し、伸ばすと体長の約0.9倍にも及ぶほど発達で、また4節に分かれている（柄部2節と鋏2節）。鋏の基部（掌部）は頑丈で、可動指と不動指は細長い。この鋏は上向きに屈曲しており（通常のウミグモの場合は下向き）、可動域が広かったことを示唆する。
触肢（palps）と担卵肢（ovigers）はそれぞれ吻の前後に備わり、長さは体長と同じ程度で、お互いに似た形態をもつ。先端の鉤爪をも含めて、それぞれ10節に分かれている。
4対の脚は頭部（第1脚）と胴部（第2-4脚）の接脚突起（lateral process）から出て、体長の2倍を超えるほど長く、先端の鉤爪をも含めると9節（第1脚）ないし10節（第2-4脚）に分かれている。第1肢節はパレオイソプスやパレオイソプスなどと似て、複数（第1脚は3節、第2-4脚は5節）の短い環形構造（annulations）に分れている。第2肢節は最も長く、先端腹面の生殖孔（gonopore）と思われる部分が突出する。この肢節は性的二形を示し、（卵巣を蓄えるとされる）やや肥厚の方がメスだと考えられる。鉤爪以外の先端数節はやや扁平で、数多くの剛毛（setae）を生えている。また、少なくとも第4脚の第1肢節にも1対の剛毛が生えている。

### 腹部
腹部（abdomen, または trunk end）は退化的で、長さは体長の0.18倍程度であるが、前後で3節の体節に分かれている。第2節は最も長く、後方背面には1本の突起物があり、その先端は更に4本の剛毛をもつ。肛門の位置は不明。

## 生態
原記載（Siveter et al. 2004）では形態的に現生のウミグモに似ることと、現生のウミグモが餌や共生対象とする動物（例えばカイメンなど）もその生息地であった Herefordshire Konservat-Lagerstätte から発見されることにより、ハリエステスは現生のウミグモのように底生性の海棲動物であったと考えられ、強大な鋏肢と脚の剛毛は、餌を捕獲するために用いられると推測された。しかし Siveter et al. 2023 の再検討では、ハリエステスはむしろ遊泳底生性で、平たい脚で水中を泳ぎ、爪のある触肢と担卵肢で獲物を捕獲していたと推測される。

## 分類
ほとんどの系統解析では、ハリエステスはデボン紀のウミグモ類パレオパントプス（Paleopantopus）の姉妹群とされる。この2属でできた単系統群自体の系統位置は文献によりやや異なるが、2009年までの系統解析ではいずれもそれを現生ウミグモ類の内部系統に含めるとする。しかしこれらの解析結果は、ハリエステスが基盤的なウミグモの性質（脚の環形構造や腹部の分節）を持たないという旧学説に基づいたものであり、再検討が必要とされる。
ハリエステス（ハリエステス属 Haliestes）は模式種（タイプ種）である Haliestes dasos のみによって知られ、独自にNectopantopoda目ハリエステス科（Haliestidae）に分類される。

## 発見の意義
ハリエステスは全面的体制が現生のウミグモ類に共通し、完全な成体化石が知られる化石ウミグモ類の中でも知られる限り最古のものであるため、ウミグモ類は少なくともシルル紀で既に現生の系統群的な姿を進化したことを示す証拠である。また、本属の原記載が公表される時点ではウミグモの系統位置が議論的（従来通りに鋏角類に属し、もしくは他の節足動物から孤立した系統群、詳細はウミグモ#分類を参照）であったため、発達した鋏角/鋏肢をもつハリエステスは、ウミグモの鋏角類的本質を表す証拠ともされる。